# Agnes Grey

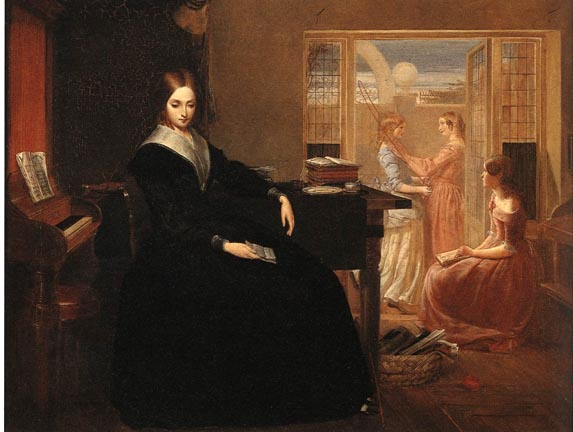
Richard Redgrave, 1844: Die Gouvernante. Redgraves ikonografische Darstellung einer Gouvernante zierte unter anderem das Titelbild einer der englischsprachigen Auflagen im 20. Jahrhundert

Agnes Grey ist ein Roman der britischen Schriftstellerin Anne Brontë. Er ist das erste ihrer Werke, das publiziert wurde und erschien erstmals im Dezember 1847. Eine zweite Auflage folgte im Jahre 1850. Der Roman erzählt von der Tätigkeit Agnes Greys als Gouvernante in verschiedenen bürgerlichen Haushalten.
Sowohl auf Basis von Kommentaren durch Annes Schwester Charlotte Brontë als auch literaturwissenschaftlicher Recherche geht man heute davon aus, dass der Roman wesentlich auf Anne Brontës eigenen Erfahrungen als Gouvernante basiert. Insgesamt war sie fünf Jahre in diesem Beruf tätig. Agnes Grey wird wie der Roman Jane Eyre, den ihre Schwester Charlotte verfasste, den sogenannten Viktorianischen Gouvernantenromanen zugerechnet und gilt als eines der wenigen Werke dieses Genres, die noch heute von einem größeren Publikum gelesen werden. Wie Jane Eyre beschreibt er die schwierige Position der Gouvernante. Wie ihre Arbeitgeber waren Gouvernanten eigentlich dem Bürgertum zuzurechnen, sie hatten in der Regel eine gute Erziehung genossen, waren gebildet, sahen sich aber gezwungen, wegen ihres Mangels an finanziellen Ressourcen eine Erwerbstätigkeit in einem fremden Haushalt anzunehmen. Gouvernanten fanden sich daher in einer undefinierten sozialen Position.
Die Erstausgabe aus dem Jahre 1847 wurde von dem Londoner Verleger Thomas Cautly Newby herausgegeben, der jedoch nicht die übliche verlegerische Sorgfalt walten ließ. Das Werk erschien gemeinsam mit dem Roman Wuthering Heights von Annes Schwester Emily Brontë.
Die Ausgabe wies zahlreiche Druckfehler auf. Die zweite Ausgabe, die 1850 erschien, wurde sorgfältig von Charlotte Brontë ediert.

## Inhalt
Agnes Grey ist die Tochter eines Pfarrers, der nur über ein bescheidenes Vermögen verfügt. Der Versuch, sein Vermögen zu mehren, endet mit dessen Verlust: Der Kaufmann, dem er sein Geld anvertraut, stirbt während eines Schiffbruchs, und Mr. Grey verliert alles Geld, das er investiert hat. Die Greys sind nun hoch verschuldet.
Agnes, ihre Schwester Mary und ihre Mutter versuchen, durch strenge Sparsamkeit die Situation zu kompensieren, und suchen nach Wegen, Geld zu verdienen, ohne dabei ihren sozialen Status zu gefährden. Agnes fühlt sich bei diesen Unternehmungen übergangen und als Kind behandelt. Um sich selbst zu beweisen und die finanziell angespannte Situation der Familie zu verbessern, nimmt sie die Position einer Gouvernante im Wellwood House an, um die Kinder der Bloomfield-Familie zu unterrichten.
Die Bloomfield-Familie ist wohlhabender und herablassender, als Agnes sich dieses vorgestellt hat. Mrs. Bloomfield verwöhnt ihre Kinder, während Mr. Bloomfield unablässig Agnes’ Arbeit kritisiert. Die Kinder sind widerspenstig, und Miss Greys Autorität wird durch die Eltern untergraben. Tom, das älteste der Bloomfield-Kinder, verhält sich ihr gegenüber beleidigend. Nichts, was Agnes unternimmt, kann ihn davon abhalten, kleine Tiere zu quälen. Agnes bleibt weniger als ein Jahr in dieser Stellung. Sie wird entlassen, weil Mrs. Bloomfield der Überzeugung ist, ihre Kinder lernen nicht ausreichend und nicht schnell genug.
Agnes Grey findet eine neue Anstellung bei einer anderen wohlhabenden Familie, den Murrays. Ihre Schützlinge sind Rosalie und Matilda. Beide Mädchen sind selbstsüchtig und gelegentlich unangenehm im Umgang. Obwohl Agnes’ Status in der Familie Murray etwas besser ist als bei den Bloomfields, wird sie häufig ignoriert oder unfreiwillig in die Intrigen und Winkelzüge der Mädchen einbezogen.
Bei einer alten Frau mit geringem Sehvermögen, der sie aus der Bibel vorliest, lernt Miss Grey den neuen Landpfarrer, Mr. Edward Weston, kennen. Sie freunden sich miteinander an, was von Rosalie Murray registriert wird. Rosalie steht kurz davor, in die Gesellschaft eingeführt zu werden, und wird von zahlreichen Männern verehrt. Rosalie verlobt sich mit Lord Ashby, einem wohlhabenden Adligen. Sie berichtet ihrer Gouvernante von ihrer Verlobung, zwingt sie jedoch, Stillschweigen darüber zu bewahren, weil sie weiterhin mit anderen Männern flirten möchte. Rosalie und Miss Grey begegnen auf einem Spaziergang Mr. Weston, dem Rosalie schöne Augen macht. Agnes ist darüber betroffen, da sie mittlerweile zärtliche Gefühle für Mr. Weston entwickelt hat.
Agnes erhält eine Botschaft, dass ihr Vater im Sterben liegt, und kehrt nach Hause zurück, trifft ihn jedoch nicht mehr lebend an. Nach dem Tode ihres Vaters eröffnet Agnes gemeinsam mit ihrer Mutter eine kleine Schule. Ihre Schwester Mary ist nun mit dem Pfarrer Mr. Richardson verheiratet.
Die inzwischen verheiratete Rosalie berichtet in einem Brief an Agnes, wie unglücklich sie in ihrer Ehe ist, und bittet ihre ehemalige Gouvernante um einen Besuch. Agnes kommt diesem Wunsch nach und ist schockiert, dass das einstmals fröhliche und unbekümmerte Mädchen sich in eine unglückliche junge Frau verwandelt hat. Rosalie vertraut ihr an, wie sehr sie Lord Ashby aufgrund seiner Eifersucht verachtet. Von Rosalie hört Agnes auch, dass Mr. Weston die Region verlassen habe. Agnes ist betrübt darüber, dass sie ihn nicht wiedersehen kann.
Agnes kehrt zu ihrem neuen Zuhause zurück. Am Tag nach ihrer Rückkehr geht sie an der Küste spazieren und begegnet zufällig Mr. Weston, der nach ihr Ausschau gehalten hat, seit er die nahegelegene Pfarrei übernommen hat. Er lernt Mrs. Grey kennen, und sie werden gute Freunde. Agnes fühlt sich zunehmend zu ihm hingezogen. Als er sie um ihre Hand bittet, nimmt sie glücklich an. In den abschließenden Sätzen des Romans berichtet Agnes, dass sie unverändert glücklich verheiratet sei und drei Kinder habe.

## Einordnung

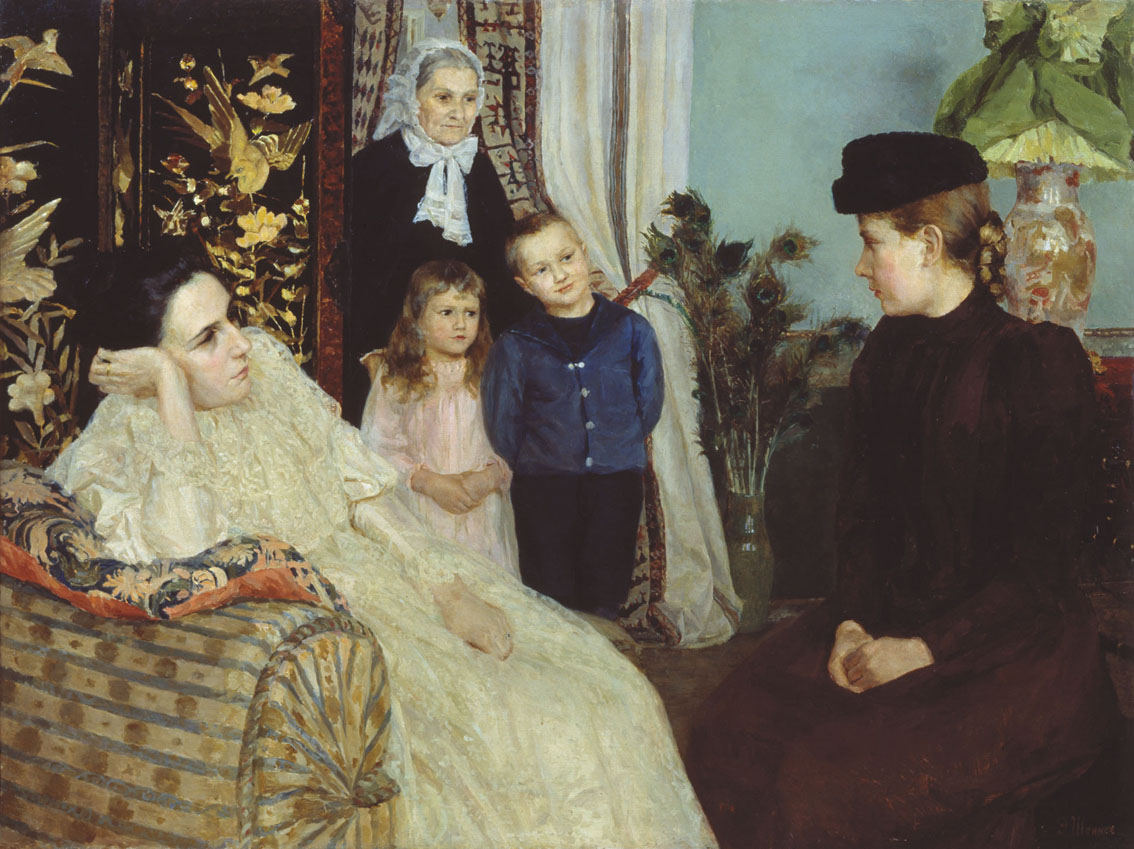
Emily Shanks: Beim Einstellen einer Gouvernante

Agnes Grey ist gemeinsam mit dem Roman Jane Eyre, der von Anne Brontës Schwester Charlotte verfasst wurde, einer der wenigen Vertreter des Viktorianischen Gouvernantenromans, die heute noch von einem breiteren Publikum gelesen werden. Der viktorianische Gouvernantenroman ist ein spezifisches literarisches Genre, dem Werke zugerechnet werden, die nahezu ausschließlich von britischen Autoren während des 19. Jahrhunderts oder der ersten Jahre des 20. Jahrhunderts verfasst wurden. Die Zahl der Gouvernantenromane nahm zu Beginn des 20. Jahrhunderts in dem Grade ab, mit dem sich andere Berufe als akzeptierte Beschäftigungsfelder für Frauen öffneten. Hauptthemen der Erzählungen, die dem Genre des viktorianischen Gouvernantenromans zugerechnet werden, sind der Verlust des sozialen Status der Protagonistin, die unklare Position im Haushalt ihres Arbeitgebers und das Beharren auf ihrem eigenen Wertekanon in den Beziehungen zu den Menschen in ihrer Umgebung. Großen Raum nimmt die Unterscheidung zwischen der Frau ein, deren Wirkungskreis ausschließlich ihr eigener Haushalt ist gegenüber der Frau, die gezwungen ist, einer Erwerbstätigkeit nachzugehen. Die meisten schildern aber auch einen Reifeprozess ihrer Protagonistin und weisen damit Elemente des Bildungsromans auf.
Für Frauen der gebildeten Mittelschicht war die Tätigkeit einer Gouvernante über knapp anderthalb Jahrhunderte eine der wenigen Möglichkeiten, einen standesgemäßen Beruf auszuüben. Er wurde fast ausschließlich von Frauen ergriffen, die an einem bestimmten Punkt ihrer Biografie keinen Vater, Ehemann oder Bruder besaßen, der für ihren Lebensunterhalt aufkam und die daher für sich selbst sorgen mussten oder wollten. In Großbritannien sahen sich um die Mitte des 19. Jahrhunderts so viele Frauen gezwungen, auf diese Weise ihren Broterwerb zu verdienen, dass man vom „Gouvernantenelend“ sprach. Darunter verstand man materielle Notlage, Kränkung des Selbstwertgefühls durch das geringe Ansehen dieses Berufes, Missachtung ihrer individuellen Bedürfnisse und der Kampf um einen standesgemäßen Beruf auf einem Arbeitsmarkt, der Frauen im Vergleich zu Männern nur sehr begrenzte Möglichkeiten bot. Entsprechend breiten Raum nimmt die Gouvernante in der englischen Literatur dieser Zeit ein. Romane wie Jane Eyre und Agnes Grey haben das Bild der Gouvernante bis heute geprägt. Es ist bezeichnend, dass beide Romane 1847 zu einem Zeitpunkt erschienen, als das sogenannte „Gouvernantenelend“ einen breiten Raum in der öffentlichen Diskussion einnahm.
Anne Brontë ließ ihre Protagonistin Agnes Grey erstmals in Ichform aus dem Alltag als Gouvernante berichten. Brontë vertritt in diesem Roman eine für die erste Hälfte des 19. Jahrhunderts ungewöhnlich emanzipierte Sichtweise. Es ist nicht nur materielle Not, die sie zwingt, das Elternhaus zu verlassen, sondern auch der Wunsch, einen individuellen Lebensplan zu entwickeln. Von Brontë als selbstgerecht, leicht beleidigt und humorlos beschrieben, tritt Agnes Grey ihre erste Stelle bei der Familie Bloomfield in der festen Überzeugung an, der Aufgabe gewachsen zu sein. Die Kinder, die sie unterrichten soll, sind in ihren Augen jedoch ungeraten, ihre Eltern erkennen aus Agnes Greys Sicht den Wert ihrer Gouvernantentätigkeit nicht an. Sie wird schließlich von der Familie Bloomfield entlassen. Ihre nächste Stelle führt sie auf den Landsitz eines Adeligen, aber auch hier erlebt sie Enttäuschungen. Eine Heirat entbindet sie letztlich von ihrer Pflicht, ihren Lebensunterhalt selbst zu verdienen.

## Aktuelle Ausgaben
- Anne Brontë: Agnes Grey, Roman. Neu übersetzt und mit einem Nachwort von Michaela Meßner. dtv, München 2012, ISBN 978-3-423-14101-7.
- Anne Brontë: Agnes Grey, Roman. Neu übersetzt von Tobias Rothenbücher, Anaconda, Köln, 2012, ISBN 978-3-86647-779-7.

## Einzelbelege
1. ↑   John Sutherland & Stephen Fender: Love, Sex, Death & Words: Surprising Tales from a Year in Literatur. icon Books Ltd, London 2011, ISBN 978-1-84831-269-2, S. 372
2. ↑   Patricia Thomsan: "Review: Agnes Grey". in The Review of English Studies. New Series (Oxford University Press) 41 (No. 163): 441–442.
3. ↑   Cecilia Wadsö Lecaros: The Victorian Governess Novel. Lund University Press, Lund 2001, ISBN 91-7966-577-2, S. 34.
4. ↑   Cecilia Wadsö Lecaros: The Victorian Governess Novel. Lund University Press, Lund 2001, ISBN 91-7966-577-2, S. 32.
5. ↑   Irene Hardach-Pinke, Die Gouvernante: Geschichte eines Frauenberufs, Campus-Verlag, Frankfurt am Main [u. a.] 1993, S. 14.